# Cam Thuận
Cam Thuận là một phường cũ thuộc thành phố Cam Ranh, tỉnh Khánh Hòa, Việt Nam.
Phường Cam Thuận có diện tích 1,35 km², dân số năm 2000 là 8.237 người, mật độ dân số đạt 6.101 người/km².